# Yoshihiko Osaki
Yoshihiko Osaki (Japón, 27 de febrero de 1939-28 de abril de 2015) fue un nadador japonés especializado en pruebas de estilo braza, donde consiguió ser subcampeón olímpico en 1960 en los 200 metros.

## Carrera deportiva
En los Juegos Olímpicos de Roma 1960 ganó la medalla de plata en los 200 metros estilo braza, con un tiempo de 2:38.0 segundos, tras el estadounidense Bill Mulliken y por delante del neerlandés Wieger Mensonides; y también ganó el bronce en los relevos de 4x100 metros estilos (nadando el largo de braza), tras Estados Unidos (oro) y Australia (plata).